# Amitiés huguenotes internationales
Les Amitiés huguenotes internationales, nommé jusqu'en 2016 Comité protestant des amitiés françaises à l’étranger, est une association qui a pour but de faire connaître le protestantisme français dans les milieux protestants du monde entier, et de tisser des liens entre descendants de huguenots. Créé en 1915 et membre de la Fédération protestante de France, le comité entretient des rapports étroits avec des sociétés huguenotes instituées dans les pays du Refuge des huguenots.

## Histoire

### Pendant la Première Guerre mondile
Le Comité protestant des amitiés françaises à l'étranger est créé en juin 1915, à l'instigation de la Fédération protestante de France, sous l'intitulé de Comité protestant de propagande française à l'étranger. Dans le contexte de la Première Guerre mondiale, il s'agit d'alors de faire connaître les positions françaises aux protestants des autres pays, tandis qu'un comité catholique identique avait été créé quelques mois auparavant.
Édouard Gruner, président de la Fédération protestante de France réunit la première assemblée, le 11 juin 1915, André Weiss, juriste et universitaire, en est nommé président. Les vice-présidents sont les historiens Ernest Denis, Jacques Flach, les pasteurs Jean Meyer et Frank Puaux. Les secrétaires généraux sont le professeur Raoul Allier, les pasteurs Paul Doumergue et John Viénot. Les secrétaires sont Jean de Douville-Maillefeu, Guy de Pourtalès et Alfred Casalis. Le trésorier est Marcel Griolet. Les réunions se déroulent à l'Oratoire du Louvre.
Le comité organise notamment, avec la Fédération protestante de France, le service commémoratif en souvenir d'Edith Cavell, à l'Oratoire du Louvre, le 14 novembre 1915. Après l'entrée en guerre des Etats-Unis aux côtés de la France, le comité organise une assemblée franco-américaine « dans le temple de l'Oratoire décoré de faisceaux de drapeaux américains et rempli jusqu'aux plus hautes galeries », présidé par le président de la Fédération protestante de France, Édouard Gruner.
Le comité publie le Bulletin protestant français, et rédige des comptes rendus qui informent la Fédération protestante des missions qu'il réalise à l'étranger et des réunions organisées en France. À l'étranger, et particulièrement dans les pays neutres durant le conflit, la Suisse, les États-Unis, les Pays-Bas ou la Scandinavie, le comité veut faire passer le message qu'il ne s'agit pas d'une guerre religieuse, qui opposerait nations protestantes et pays catholiques,.

### Depuis 1918
Avec la fin de la guerre, en 1918, le Bulletin du comité se fait l'écho des discussions pour préparer la paix, y compris avec l'Allemagne. Paul Fuzier, conseiller d'Etat, est élu président en 1919, en remplacement d'André Weiss. En 1927, le comité prend le nom de Comité protestant des amitiés françaises à l'étranger.
Il change à nouveau de nom en 2016 pour prendre son nom actuel d'Amitiés huguenotes internationales.

## Raison d'être
L'histoire du protestantisme en France a été marquée par une série de guerres et de persécutions qui ont provoqué plusieurs vagues d'émigration significatives, ce qui donne lieu à un important réseau international potentiel pour le protestantisme français :
- Le premier Refuge huguenot a lieu dès le XVIe siècle, dès les premières persécutions des années 1560, et surtout après le massacre de la Saint-Barthélemy. Les huguenots quittent la France ainsi que la Belgique occupée par l'Espagne, pour Genève, l’Angleterre ou les Provinces-Unies. Certains d'entre eux gagnent ensuite l'Irlande, l'Amérique ou l'Afrique du Sud.
- Le grand Refuge : sous Louis XIII et Louis XIV, chaque crise provoque son lot de départs (la prise de La Rochelle, les dragonnades du Poitou de 1681, etc.) mais le nombre des exilés atteint son maximum sous Louis XIV dans les années qui précèdent et qui suivent la révocation de l’édit de Nantes en 1685, l'émigration reprend après l’échec de la guerre des Camisards (1702-1704). Les pays d'accueil sont ceux du premier Refuge plus l’Allemagne, en particulier l’électorat de Brandebourg (la future Prusse) et celui de Hesse-Cassel, les pays scandinaves et même la Russie. Au total cette émigration représente 180 000 à 200 000 personnes, la plus importante vague d'émigration qu'ait connu la France au cours de son histoire[1].

## Activités

### Réunions en France
Les Amitiés huguenotes organisent régulièrement des manifestations de type conférence, excursion ou visite.
Elles organisent aussi tous les trois ans en France une réunion internationale de descendants de huguenots. Les lieux en sont choisis en fonction de leur importance dans l'histoire protestante : Cévennes (1967), La Rochelle (1969), Fontainebleau et Châtillon-Coligny (1972), Strasbourg et Colmar (1975), Rouen (1978), Grenoble et le Dauphiné (1981), Paris et la Touraine (1985), Nîmes et les Cévennes (1988), Agen (1991), Poitiers (1994), Mulhouse (1997), Bretagne (2000), dans les Cévennes (2003), en Haute-Normandie et Picardie sur les pas de Calvin pour le 500e anniversaire de sa naissance (2006), à Paris (2009), à Valence, entre Drôme et Ardèche (2012), dans le Bordelais et la vallée de la Dordogne (2015), et enfin à Reims (2018).

### Activités internationales
L'association participe également à la vie des sociétés huguenotes et des églises dans les pays du Refuge. De telles associations existent en Afrique du Sud, Allemagne, notamment la Deutsche Hugenotten-Gesellschaft, Australie, Belgique, Canada, Danemark, États-Unis, notamment la Huguenot Society of America, la National Huguenot Society et la Huguenot Society of South Carolina, Royaume-Uni et Irlande, notamment la Huguenot Society of Great Britain and Ireland, Italie, Nouvelle-Zélande, aux Pays-Bas, en Pologne, en Suède et en Suisse.
L'association permet de mettre en contact les protestants des autres pays avec les protestants français.

### Communication
Les Amitiés huguenotes proposent une émission radiophonique diffusée sur France Culture le premier dimanche de chaque mois, à 8 h 55.
Elles publient semestriellement La Lettre, qui aborde des thèmes portant sur la vie du protestantisme, son histoire, son rayonnement international et les activités des associations de huguenots. Une brochure triennale illustrée, Le Messager huguenot, rend compte de chaque réunion internationale.